# اوزون‌اوبا (سولواووا)
اوزون‌اوبا (به ترکی استانبولی: Uzunoba) یک منطقهٔ مسکونی در ترکیه است که در سولواووا واقع شده‌است.